# フィッシャー・ヘップ転位
フィッシャー・ヘップ転位（—てんい、英語: Fischer–Hepp rearrangement）とは、有機化学における反応のひとつ。N-ニトロソアニリン誘導体のニトロソ基が塩化水素の作用でベンゼン環のパラ位に転位し、p-ニトロソアニリン誘導体を与える反応。1886年、O. Fischer と E. Hepp により最初の報告がなされた。
塩酸以外の酸では収率が劣る。大過剰の尿素の存在下でも反応が起こることから、フリーのニトロシルカチオン (NO+) や塩化ニトロシル (NOCl) は発生しておらず、ニトロソ基の転位は分子内で起こっているものと考えられている。